# Drużba (przystanek kolejowy w obwodzie odeskim)
Drużba (ukr. Дружба) – przystanek kolejowy w miejscowości Zatoka, w rejonie białogrodzkim, w obwodzie odeskim, na Ukrainie.